# Rysk-ortodoxa kyrkan
Rysk-ortodoxa kyrkan (ryska: Русская православная церковь; translitteration: Russkaja pravoslavnaja tserkov; kyrkslaviska: Рꙋ́сскаѧ правосла́внаѧ цр҃ковь), också kallad Moskvapatriarkatet (Московский патриархат/Moskovskyj patriarkhat; Моско́вскїй патрїархатъ), är en östortodox kristen kyrka som är det största samfundet inom den Östortodoxa kyrkan. 
Rysk-ortodoxa kyrkan är en av de slaviska ortodoxa kyrkorna och har omkring 164 miljoner anhängare.
Kyrkan har kommit att starkt förknippas med rysk kultur och historia. Efter kommunismens fall har kyrkan upplevt en renässans och inofficiellt återfått mycket av statusen som rysk statskyrka.

## Namn
Benämningen rysk-ortodox är flertydig, och kan utöver tillhörighet till Moskvapatriarkatet betyda att församlingen eller kyrkan följer rysk gudstjänsttradition och/eller att man har historiska band till Ryssland (se rysk ortodoxi). En kyrka som i hög grad förvaltar ryskt arv är Ortodoxa kyrkan i Amerika. Två kyrkorganisationer med ryskt ursprung, som historiskt hört till annat patriarkat än Moskva men nu är återförenade dit, om än under specialregler, är Rysk-ortodoxa kyrkan utanför Ryssland och Rysk-ortodoxa ärkestiftet i Västeuropa.[källa behövs]

## Patriark
Kyrkans patriark (överhuvud) bär titeln Patriark av Moskva och hela Ryssland. Patriark är sedan januari 2009 Kirill av Moskva.

## Historia

### Tidig historia
Den rysk-ortodoxa kyrkans historia börjar enligt traditionen med storfurste Vladimir I av Kievs dop 988 i Kiev. I och med Vladimirs dop blev kristendomen den officiella religionen i Kievrus. Kristendomen var känd och spridd i Kievrus redan före Vladimir I:s dop, inte minst genom kontakterna med Bysantinska riket. I det bulgariska riket hade det redan före rysk-ortodoxa kyrkans grundande skapats en slavisk kristen kultur, vilken utgjorde grunden för ett starkt kristet inflytande som ledde till kristendomens genomslag i Kiev-riket.
Missionärerna Kyrillos och Methodios bidrog till det kristna inflytandet genom att översätta kristna skrifter till ett slaviskt språk, som idag är känt som fornkyrkoslaviska. Kyrillos skapade även ett tidigt slaviskt alfabet, det glagolitiska alfabetet.
När kyrkan hade etablerats blev den direkt underställd under patriarken i Konstantinopel. År 1037 skapades ett metropolitdöme i Kiev, samtidigt som de flesta metropoliter under flera århundraden efter grundandet kom från grekiskspråkiga områden. I likhet med kristendomen i Bysantinska riket så blev klostren en viktig del av den ortodoxa tron i Ryssland. I Kiev utvecklades grottklostret som hade grundats på 1000-talet. Under samma period utmärkte sig Novgorod som ett kyrkligt centrum i de norra delarna av det rysk-ortodoxa området.

### Medeltid
Efter den mongoliska invasionen av Europa, som nådde Kievrus 1237, blev kyrkan en viktig identitetsmarkör för den ryska identiteten. Invasionen medförde också en kyrklig och politisk förflyttning mot Moskva, inte minst från det tidiga 1300-talet. Sergij av Radonezj (ca 1314-1392) var under perioden en framträdande person som under senare tid har setts som Rysslands nationalhelgon. En anledning till Sergijs popularitet var hans stöd till kampen mot tatarerna, samt att han grundade Treenighetsklostret i Sergijev Posad, vilket ytterligare stärkte klostrens ställning. Inom den kristna konsten på klostren vid samma tid framträdde ikonmålaren Andrej Rubljov som en betydelsefull konstnär.

### Ökad självständighet
När de ryska biskoparna 1448 valde en egen metropolit utan att hänvisa frågan till Konstantinopel gjorde sig den ryska kyrkan i praktiken självständig från Konstantinopels ekumeniska patriarkat. Från 1448 räknas kyrkan som autokefal, en högre grad av självständighet än vad kyrkan tidigare hade. Efter Konstantinopels erövring 1453 utvecklades den rysk-ortodoxa kyrkan till en av de viktigare i den ortodoxa kyrkosfären.
1589 fick Moskvas metropolit officiellt status som patriark av den ekumeniske patriarken av Konstantinopel. Sedan dess har Moskvas patriark ansetts vara den femte i ordningen efter patriarkerna i Konstantinopel, Alexandria, Antiokia och Jerusalem.

### Schism
Under mitten av 1600-talet genomförde patriarken Nikon omfattande reformer av gudstjänstordningen och olika rysk-ortodoxa texter. Syftet med reformerna var att den ryska kyrkan skulle närma sig övriga kyrkor inom den östliga ortodoxin. De liturgiska reformerna mötte ett starkt motstånd som leddes av ärkeprästen Avvakum Petrovitj. Striden - som kom att bli känd som raskol (ryska: "splittring, klyfta, oenighet") - ledde till att en grupp kritiker helt bröt med den rysk-ortodoxa kyrkan. De som lämnade kyrkan blev kända som gammaltroende och förföljdes av både kyrkan och den ryska staten.

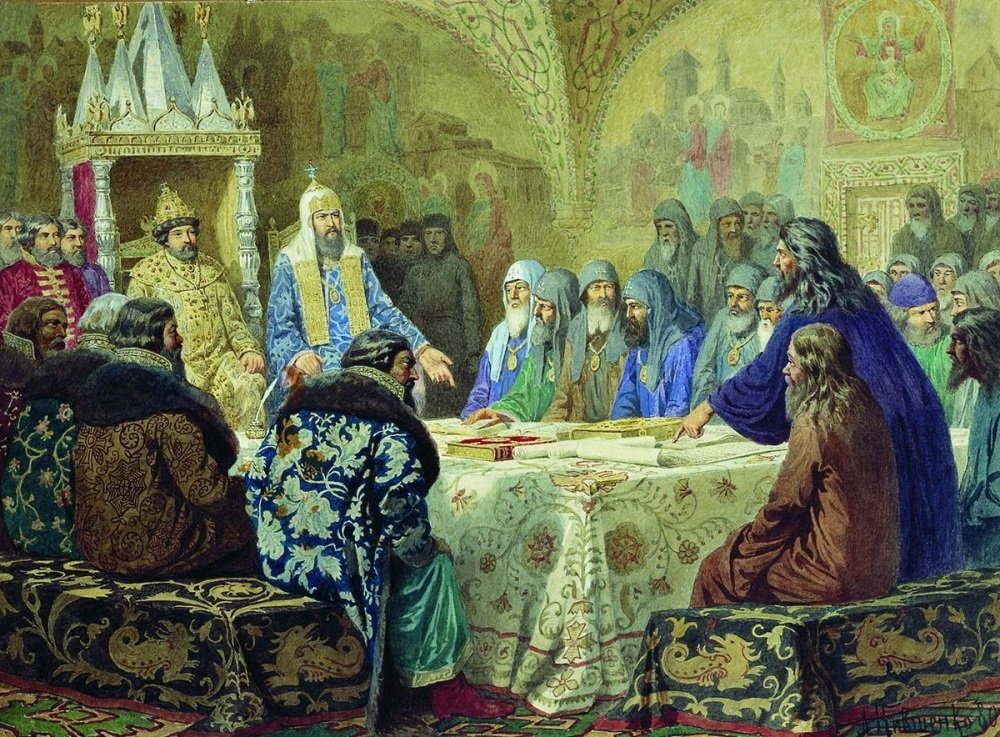
Målning föreställande patriark Nikon som reviderar litteraturen för gudstjänsten

Samtidigt med de liturgiska och litterära reformerna så hamnade Nikon även i konflikt med tsar Aleksej Michajlovitj. Nikon hade den teokratiska staten som ideal och ville att kyrkan skulle ha företräde framför den profana staten i Ryssland. Nikon avsattes 1666, men kyrkan behöll de liturgiska reformer som han hade drivit igenom.

### 1700- och 1800-tal
Tsar Peter I genomförde en rad reformer av det ryska samhället under 1700-talet och en del av dessa var att förändra styrningen av kyrkan. För att närma sig Västeuropas stater avskaffade Peter patriarkatet år 1700 och grundade samtidigt den Heliga synoden som fungerade som kyrkans ledning fram till 1917. Under samma period började kyrkan att missionera mer aktivt i de delar av Ryssland som tillhörde Asien. Teologiska förändringar skedde också, inspirerad av utvecklingen i väst.
Den folkliga religiösa utövningen fortsatte dock ungefär som tidigare. Under 1700-talet inskränktes klostrens verksamhet, medan de under 1800-talet fick större frihet och deras betydelse stärktes. Munken Serafim av Sarov blev populär under 1800-talet och flera tusentals troende uppsökte honom för att be om vägledning i andliga frågor. Senare under 1800-talet växte den slavofiliska rörelsen fram, något som influerade ledande personer i kyrkan och framträdande teologer och fick dessa att gå i en romantisk och idealistisk riktning.

### Kommunismen
Kyrkan knöts efter hand tätt till tsarväldet och var fram till 1917 rysk statskyrka. Efter den ryska revolutionen skildes kyrka och stat och en marxistiskt motiverad ateism blev statens officiella ideologi. Från 1922–1923 inledde staten en omfattande förföljelse av kristna och tusentals präster, munkar och nunnor avrättades eller omkom i arbetsläger. Kyrkan fråntogs all egendom och många kyrkor revs eller kom att användas för andra ändamål. Ryska utlandskyrkan grundades på 1920-talet som en reaktion på den rysk-ortodoxa kyrkans samarbete med Sovjetstaten och försonades först 2007 med huvudkyrkan, efter Sovjetunionens upplösning.

### 1980-talet och framåt
Från 1980-talet och framåt har kyrkan återfått mycket av sin egendom. Man har även lyckats återfå mycket av sin tidigare religiösa särställning, något som ibland lett till diskriminering och begränsning av andra trossamfunds religionsutövning.
Kyrkan är indelad i territoriella församlingar (ryska: Приход/Prihod), som grupperas i stift (Епархия/Еparhija), som leds av en biskop, och ärkestift (Метрополия/Metropolija), som leds av en metropolit. Grupperingen var under 2010-talet stadd i förändring genom att tidigare stift (till ytan motsvarande en oblast) görs om till ärkestift och delas upp i två eller flera stift, vilket inträffade i Novgorod 2011, Sankt Petersburg 2013, Karelen 2013, Murmansk 2013 och Pskov 2014.
Den ortodoxa kyrkans Moskvapatriarkat bröt 2018 med Patriarkatet i Konstantinopel efter att den Ortodoxa kyrkan i Ukraina beviljats självständighet. Den ortodoxa kyrkan i Ukraina hade hört till Moskvapatriarkatet de senaste 300 åren.

## Utbredning
Rysk-ortodoxa kyrkans jurisdiktion omfattar individer som tillhör den östortodoxa kristna tron och bor inom den rysk-ortodoxa kyrkans kanoniska territorium: Ryssland, Ukraina, Belarus, Moldavien, Azerbajdzjan, Kazakstan, Kirgizistan, Lettland, Litauen, Tadzjikistan, Turkmenistan, Uzbekistan, Estland, samt ortodoxa kristna som bor i andra länder och som frivilligt ansluter sig till kyrkan.

## Gudstjänster och liturgier

### Biblar
Liturgiskt använder den Ryska kyrkan Elisabetbibeln som är översatt till det traditionella liturgiska språket kyrkslaviska (Церковнославѧнскїй ѧ҆зы́къ; translitteration: Tserkovnoslavjanskij jazik). Denna bibelöversättning utgavs år 1751 och är uppkallad efter tsarinna Elisabet Petrovna.

### Språk
Rysk-ortodoxa kyrkan använder officiellt den Synodala versionen (eller Nykyrkoslaviska) av kyrkslaviskan. Synodala utgåvan har sina rötter från 1600-talet, då den Gamla Moskvautgåvan och den Ukrainsk-belarusiska utgåvan av kyrkslaviskan sammanställdes.
Kyrkslaviskan har sitt ursprung från fornkyrkoslaviskan, som skapades av missionärerna Sankt Kyrillos och Sankt Methodios under 800-talet. Språket används också inom de övriga Östortodoxa samt Östkatolska kyrkorna i slaviska länder.[källa behövs]
När det gäller rysk-ortodoxa kyrkor som är belägna utanför Ryssland kan det lokala folkspråket också användas.[källa behövs]

## Bilder

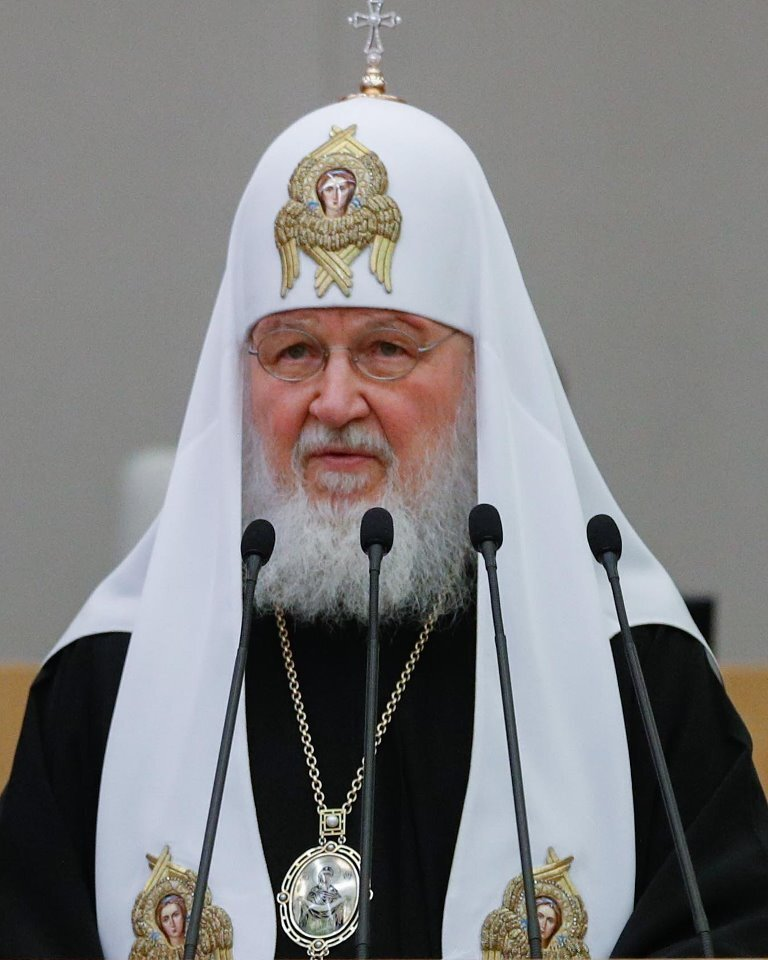
Rysk-ortodoxa kyrkans patriark, Kirill av Moskva.
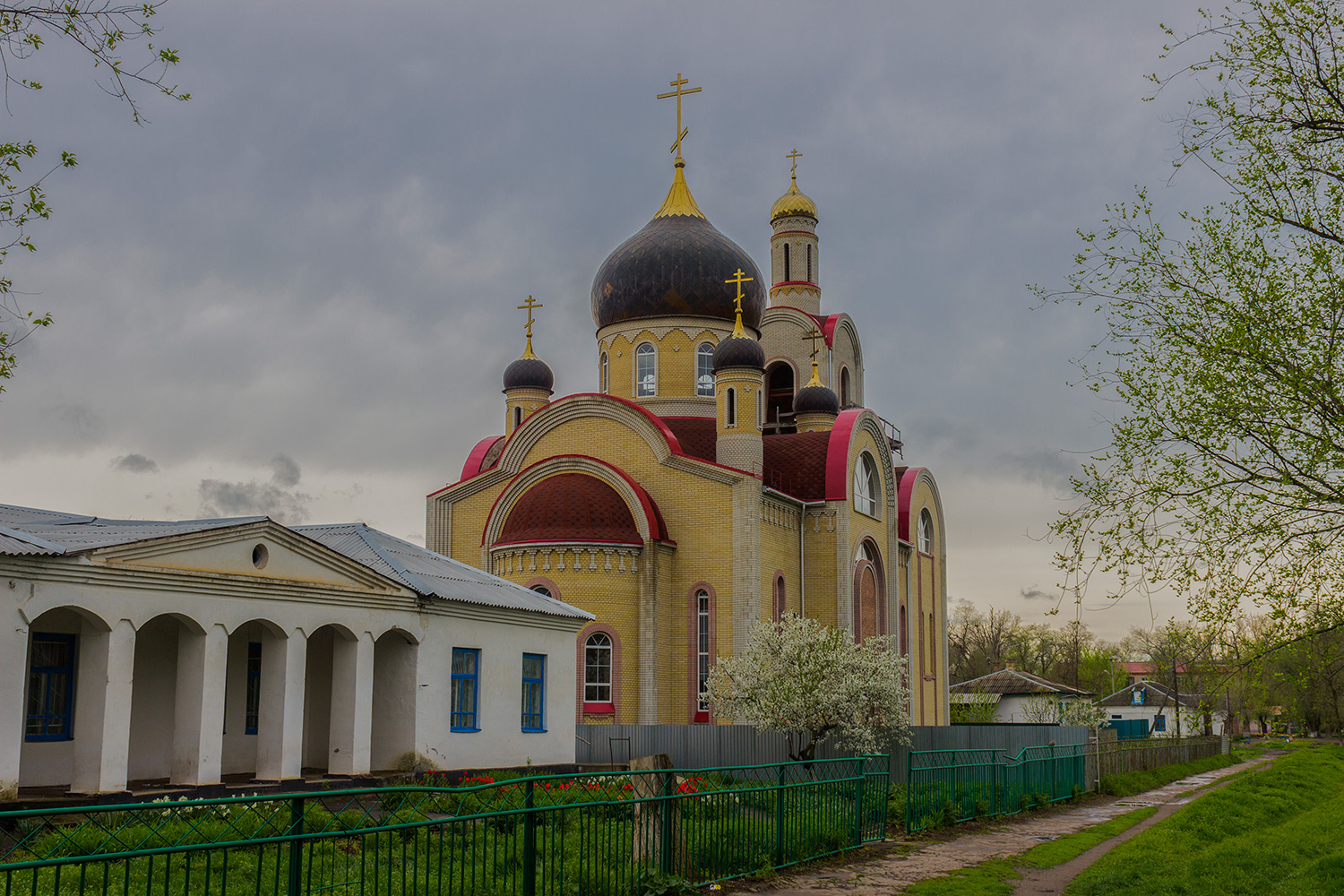
Tsesarevitj Aleksejs kyrka i Gorodovikovsk
Uppståndelsekyrkan i Sankt Petersburg.
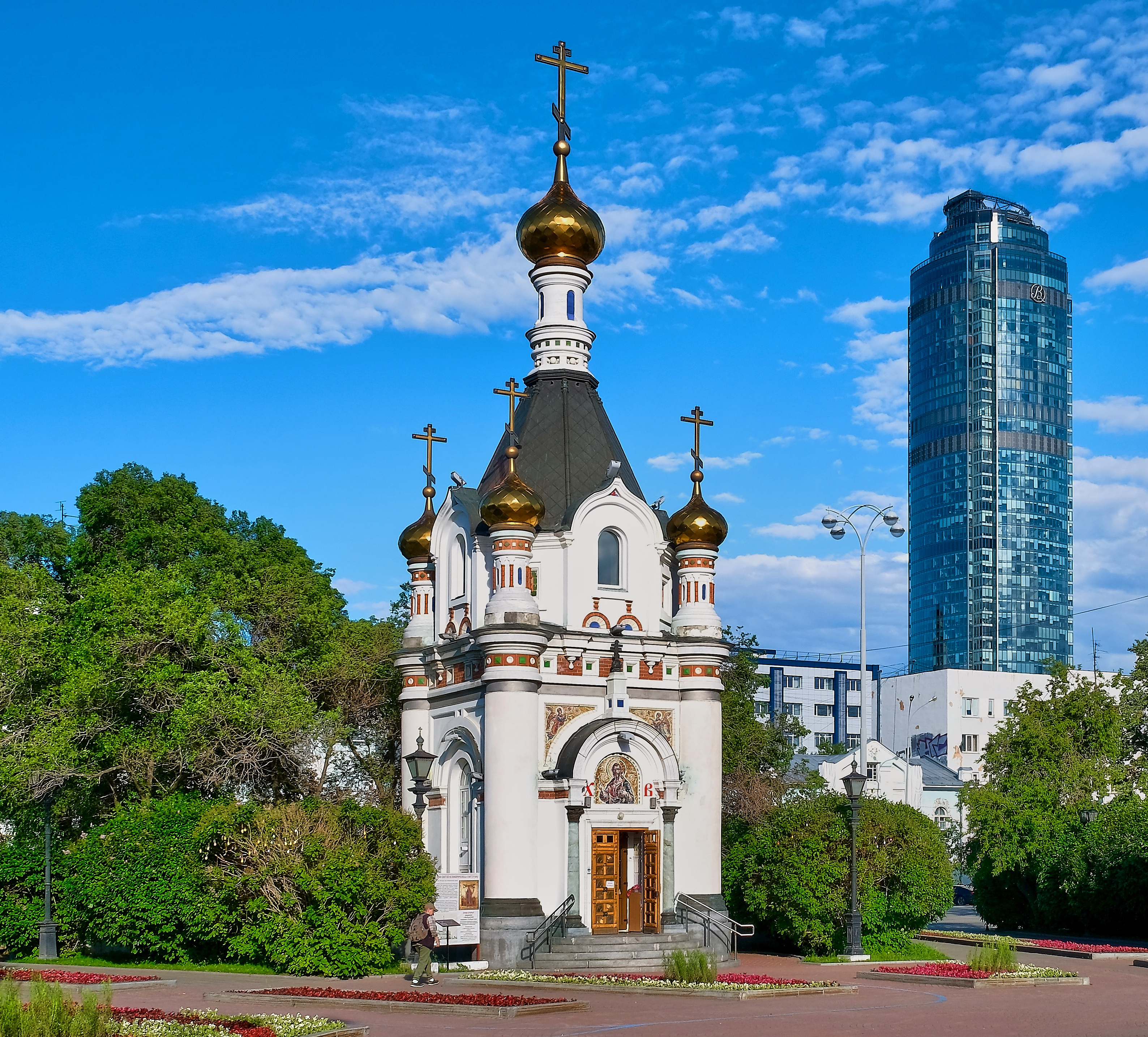
Sankta Katarinas kapell i Jekaterinburg.
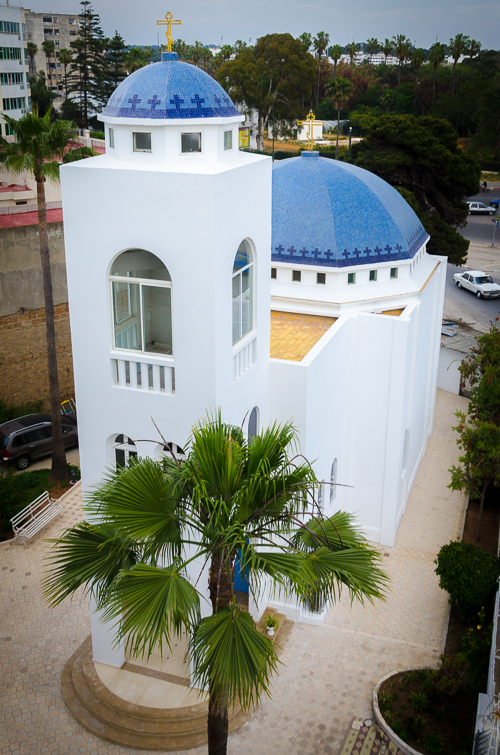
Kristi uppståndelse kyrka i Rabat.
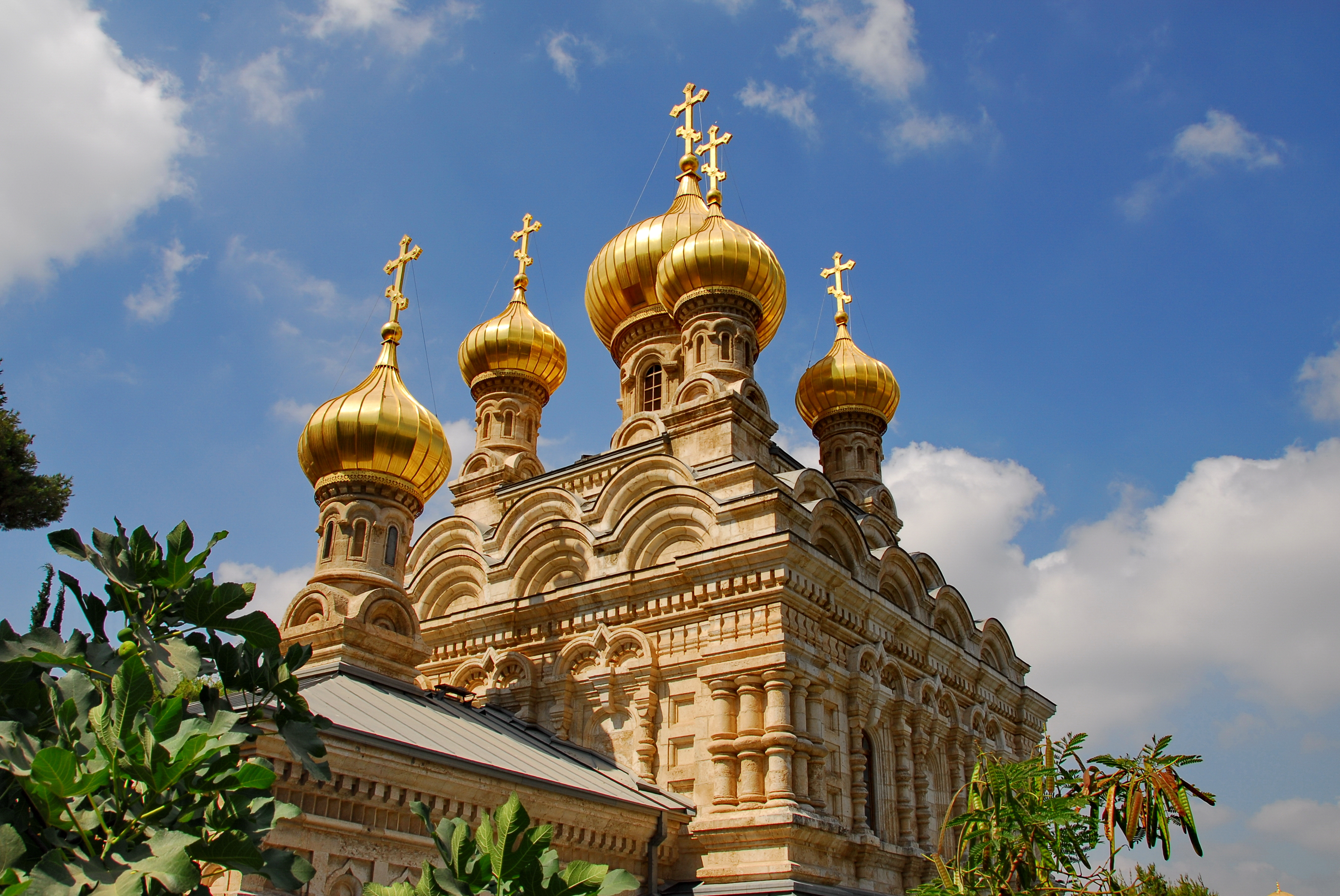
Maria Magdalena kyrka i Jerusalem.
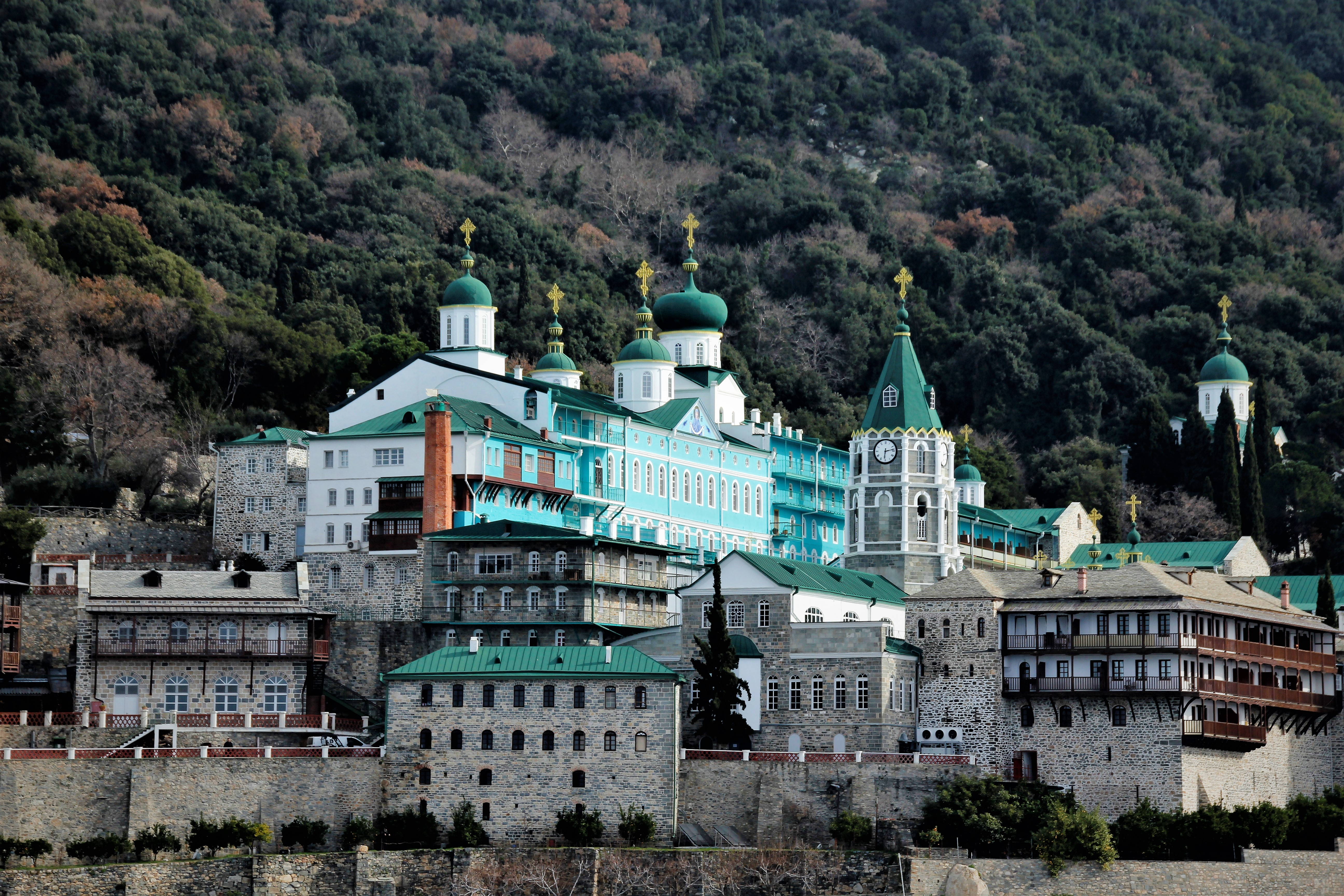
Sankt Panteleimons kloster på Athos.